# Mallotus canii
Mallotus canii är en törelväxtart som beskrevs av Thin. Mallotus canii ingår i släktet Mallotus och familjen törelväxter. Inga underarter finns listade i Catalogue of Life.